# 真相究明!噂のファイル
『真相究明!噂のファイル』（しんそうきゅうめい うわさのファイル）は、1998年4月18日から同年9月12日までテレビ朝日系列で放送されていたテレビ朝日製作の情報バラエティ番組である。

## 概要
真相究明をコンセプトにした番組。科学的な解明はされていないものの今後解明が期待されるものとして、当時のテレビ番組（日本テレビの『スーパーテレビ情報最前線』や『特命リサーチ200X』、フジテレビの『奇跡体験!アンビリバボー』など）がこぞって取り上げていた超能力や心霊現象、あるいは「植物にも知能はあるのか」といった類の仮説を題材としていた。
番組は「恐怖の扉」「驚異の扉」「衝撃の扉」の3コーナーを設け、それぞれで異なる噂話や仮説を紹介していた。
放送時間は毎週土曜 19:00 - 20:00 （日本標準時）。ただし系列局の朝日放送は、当時この時間帯に自社製作ドラマ『新・部長刑事 アーバンポリス24』を放送していた関係で、同日の18:30 - 19:30に先行ネットしていた。

## 出演者
- MC（司会）：内藤剛志[1][5]、萩野志保子（テレビ朝日アナウンサー）[1]
- パネラー：黒鉄ヒロシ、中田喜子、如月まどか

## スタッフ
- ナレーション（前期）：小林清志、若本規夫
- ナレーション（後期）：若本規夫、根岸雄一、斉藤茂一
- 構成：藤岡俊幸、鵜沢茂郎、兵藤潤、田中伊知郎、榎淳一郎
- 総合プロデューサー：加藤秀之
- 制作協力：INPUT VISION、ウッドオフィス、スタープロジェクト、おふぃすまどか、ストリームズ
- 制作著作：テレビ朝日

## エンディングテーマ
- 前期：オレンジ（ストリングス・ヴァージョン）（山本景子） - 1998年4月から6月まで使用。この曲は、当時山本が参加していたGroovy Boyfriendsの3rdアルバム『Prickly Candy』に収録されている。
- 後期：花葬（L'Arc〜en〜Ciel） - 1998年7月から9月まで使用。

## 参考資料
- 朝日新聞縮刷版[どれ?][要ページ番号]